# Denis Žvegelj
Denis Žvegelj (Jesenice, 24 de junio de 1972) es un deportista esloveno que compitió en remo.
Participó en dos Juegos Olímpicos de Verano, obteniendo una medalla de bronce en Barcelona 1992, en la prueba de dos sin timonel, y el cuarto lugar en Atlanta 1996, en el cuatro sin timonel.
Ganó dos medallas en el Campeonato Mundial de Remo, en los años 1991 y 1993.

## Palmarés internacional
| Representando a Yugoslavia |                          |                   |                 |
| Campeonato Mundial         |                          |                   |                 |
| Año                        | Lugar                    | Medalla           | Prueba          |
| 1991                       | Viena (Austria)          | Medalla de plata  | Dos sin timonel |
| Representando a Eslovenia  |                          |                   |                 |
| Juegos Olímpicos           |                          |                   |                 |
| Año                        | Lugar                    | Medalla           | Prueba          |
| 1992                       | Barcelona (España)       | Medalla de bronce | Dos sin timonel |
| Campeonato Mundial         |                          |                   |                 |
| Año                        | Lugar                    | Medalla           | Prueba          |
| 1993                       | Račice (República Checa) | Medalla de bronce | Dos sin timonel |